# 知的財産戦略推進事務局
知的財産戦略推進事務局（ちてきざいさんせんりゃくすいしんじむきょく）は、日本の官公庁の一つであり、内閣府の特別の機関である。知的財産戦略本部が決定する知的財産推進計画の策定及び執行に際し、各中央省庁間の調整などに当たる。2003年3月1日に内閣官房の組織として設置され、2016年4月1日に内閣府へ移管された。

## 所在地
- 内閣府庁舎（東京都千代田区）（2006年4月に霞が関ビルより移転、内閣府庁舎別館（Ｂ棟）に入り、その後内閣府庁舎（本館）に移転）

## 組織
- 次長3人（内閣府本府組織令第40条第1項）、併任で設置（内閣府本府組織令第40条第3項）
- 参事官　11人[6]。内閣府本府組織令第40条第1項では「参事官を置くことができる。」となっており定員は定められていない。この人数は実際の発令数である。なお併任で設置（内閣府本府組織令第41条第3項）

また、内閣府幹部名簿では、
参事官（総括担当）
参事官（産業競争力強化担当）
参事官（コンテンツ振興担当）
参事官（クールジャパン戦略推進担当）
と記載があり、この4人は主として知的財産戦略推進事務局の事務を行っているとみられる。幹部名簿では他の9人は「参事官（国際標準化戦略推進担当）」となっている。なおコンテンツ振興担当とクールジャパン戦略推進担当は、同一人が兼ねている。

## 事務局長
| 氏名     | 任命年月日     | 前職 | 後職                                                                                         |
| -------- | -------------- | --- | -------------------------------------------------------------------------------------------- |
| 荒井寿光 | 2003年3月1日   | 特許庁長官、経済産業省通商産業審議官                                                                       | 内閣事務官（内閣官房審議官（内閣官房副長官補付）、内閣官房知的財産戦略推進事務局長を命じる。 |
| 荒井寿光 | 2003年4月1日   | 内閣官房知的財産戦略推進事務局長                                                                           | 退職                                                                                         |
| 小川洋   | 2006年11月20日 | 特許庁長官                                                                                                 | 辞職                                                                                         |
| 素川富司 | 2007年11月6日  | 文部科学省官房付（文化庁次長）                                                                             | 文部科学省官房付                                                                             |
| 近藤賢二 | 2009年7月14日  | 経済産業省商務情報政策局長                                                                                 | 経済産業省官房付・辞職                                                                       |
| 内山俊一 | 2012年4月1日   | 経済産業省官房地域経済産業審議官                                                                           | 経済産業省官房付・辞職                                                                       |
| 横尾英博 | 2014年7月4日   | 経済産業省貿易経済協力局長                                                                                 | 内閣府に出向。内閣府知的財産戦略事務局長                                                     |
| 横尾英博 | 2016年4月1日   | 内閣官房知的財産戦略事務局長                                                                               | 経済産業省官房付・辞職                                                                       |
| 井内摂男 | 2016年6月17日  | 経済産業省官房地域経済産業審議官                                                                           | 経済産業省官房付                                                                             |
| 住田孝之 | 2017年7月5日   | 経済産業省商務流通保安審議官                                                                               | 経済産業省官房付                                                                             |
| 三又裕生 | 2019年7月5日   | 経済産業省官房付（独立行政法人日本貿易振興機構バンコク事務所長、経済産業省大臣官房審議官（環境問題担当）） | 経済産業省官房付                                                                             |
| 田中茂明 | 2020年8月1日   | 経済産業省大臣官房総括審議官                                                                               |                                                                                              |
| 奈須野太 | 2023年7月4日   | 内閣府科学技術・イノベーション推進事務局統括官                                                             |                                                                                              |

## 所管法人・財政・職員
内閣府の該当の項を参照